# Marina di Pulsano
Marina di Pulsano è l'unica frazione del comune pugliese di Pulsano, in provincia di Taranto, situata in territorio salentino sul golfo di Taranto.

## Storia
Il sito è stato abitato sin dall'età del bronzo, come testimoniato da una scoperta archeologica, tra il 1948 ed il 1952, di un insediamento preistorico risalente al XVI secolo a.C., situato presso Torre Castelluccia in contrada Lido Silvana. L'espansione urbanistica del piccolo centro, avvenuta tra gli anni '60 e '70 del XX secolo, fu dovuta a motivi di richiamo turistico balneare.

## Geografia
Sita sulla costa ionica e parte della fascia litoranea salentina, Marina di Pulsano sorge sul golfo di Taranto e si estende dalla Marina di Leporano, ad ovest, ad un'exclave del comune di Taranto (comprendente le località di Lido Checca e Lido Torretta), ad est. Fra gli altri centri più vicini vi sono Pulsano (3 km nord), Marina di Lizzano (9 km est) e Leporano (4 km nord-ovest).
La fascia costiera di Marina di Pulsano conta numerose scogliere e cale sabbiose, tra cui Luogovivo, La Fontana, Le Canne, Montedarena (al centro del paese), Ospedale Capparone (o Villa Verde), Pezzarossa, Baia Serrone e Lido Silvana. Quest'ultima, situata al confine comunale orientale, forma una contrada distaccata urbanisticamente, inframmezzata dal Bosco Caggione.

## Monumenti e luoghi d'interesse
A Lido Silvana sorge la Torre Castelluccia (la Kaštiduzza in dialetto pulsanese), una torre costiera edificata nel XVI secolo dagli spagnoli, che controllavano il Regno di Napoli, per proteggere le coste dagli attacchi saraceni.

## Infrastrutture e trasporti
Marina di Pulsano è servita dalla strada provinciale "Litoranea Salentina", che collega Taranto (18 km nord-ovest) con Santa Maria di Leuca, in provincia di Lecce, passando per la costa ionica del Salento.

## Media
A Marina di Pulsano sono stati girati il video del singolo dei Negrita "Non torneranno più" (2018), con la presenza dei Sud Sound System, il video di "Pleasantville" (2015) di Nitro e "Movimento Lento" (2021) di Annalisa e Federico Rossi;  WORK THIS OUT di Francesco Monte e Lee Ryan (2021) in una villa con affaccio sul mare in località La Fontana; "Rimani" di Gaudiano vincitore di  sanremo giovani 2021

## Galleria d'immagini

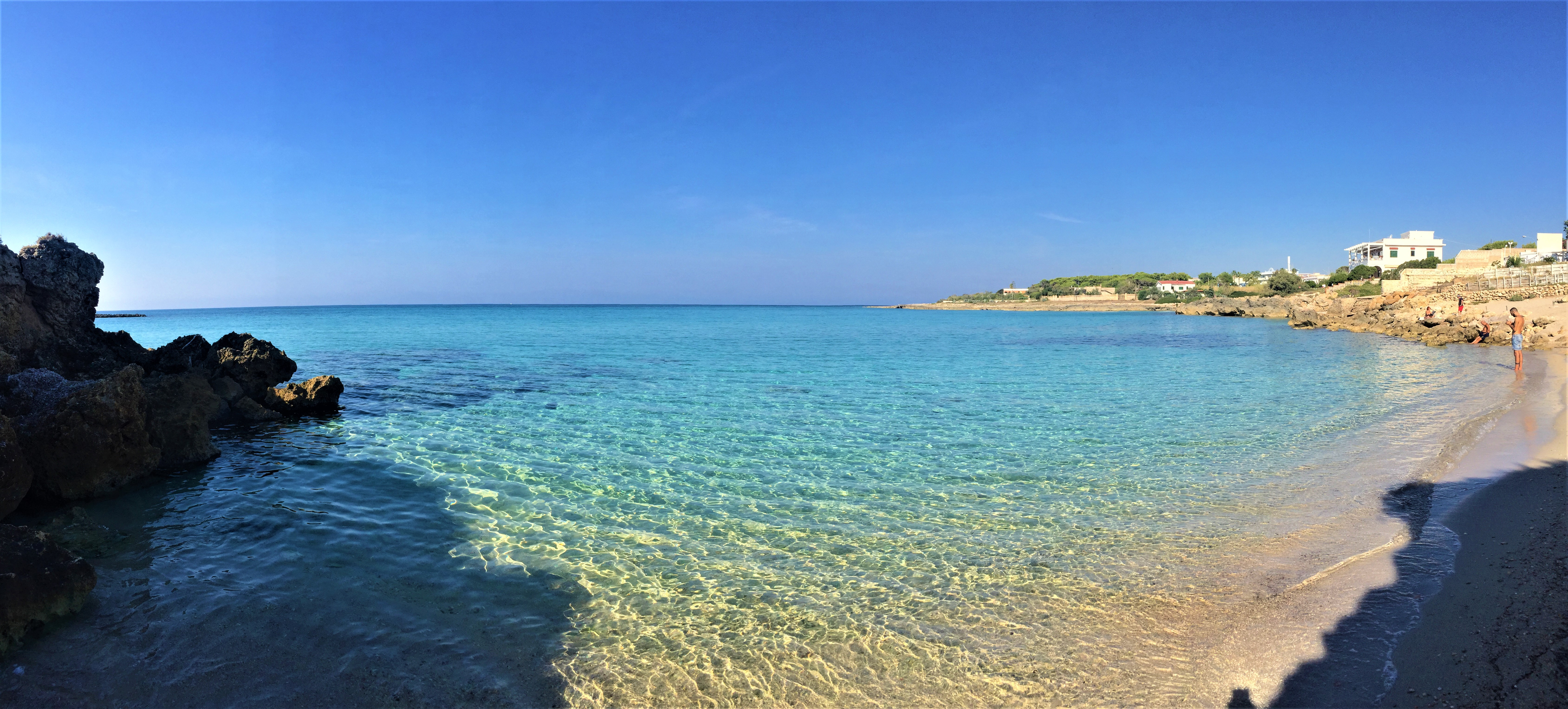
Veduta della costa
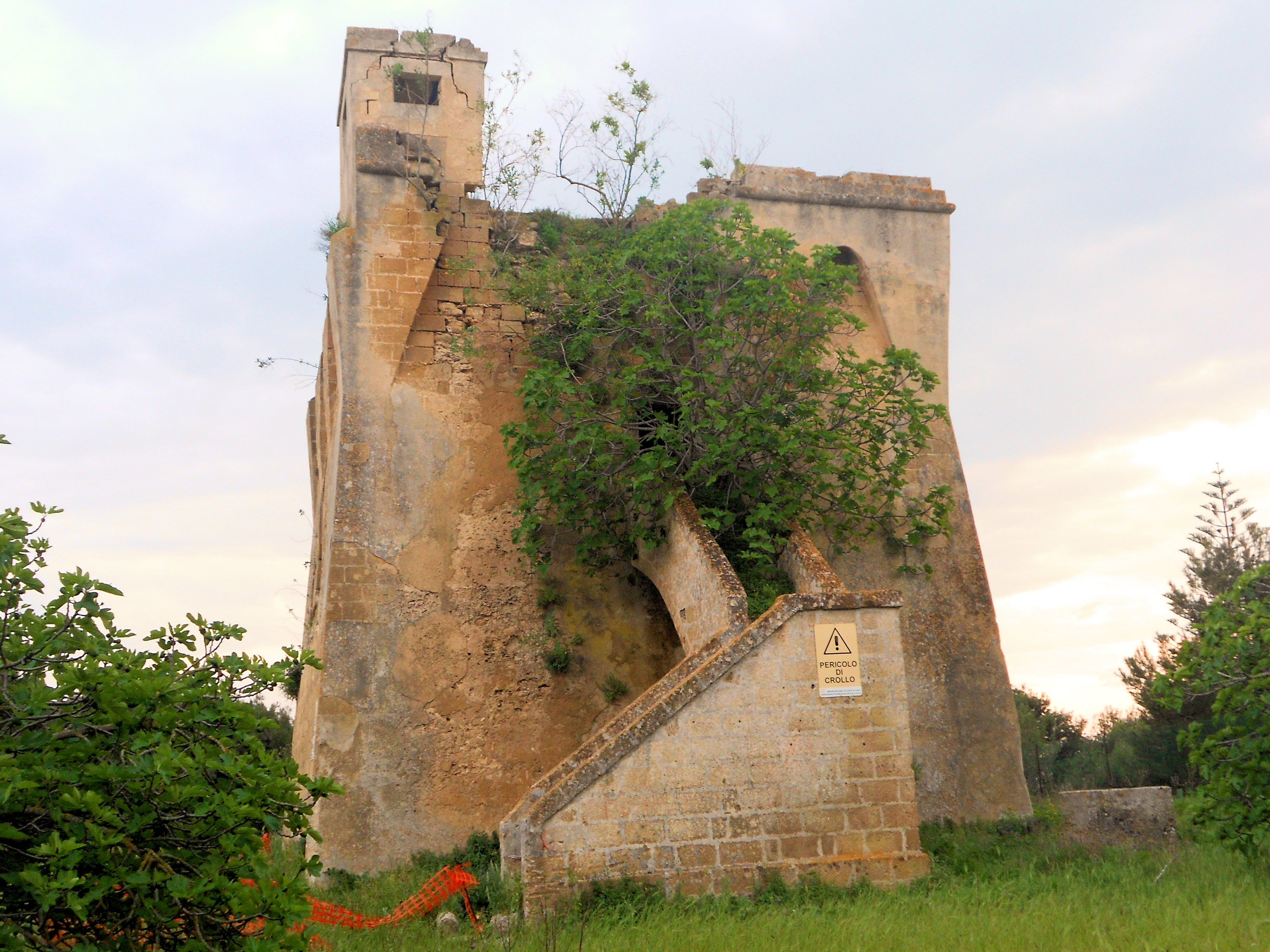
Torre Castelluccia
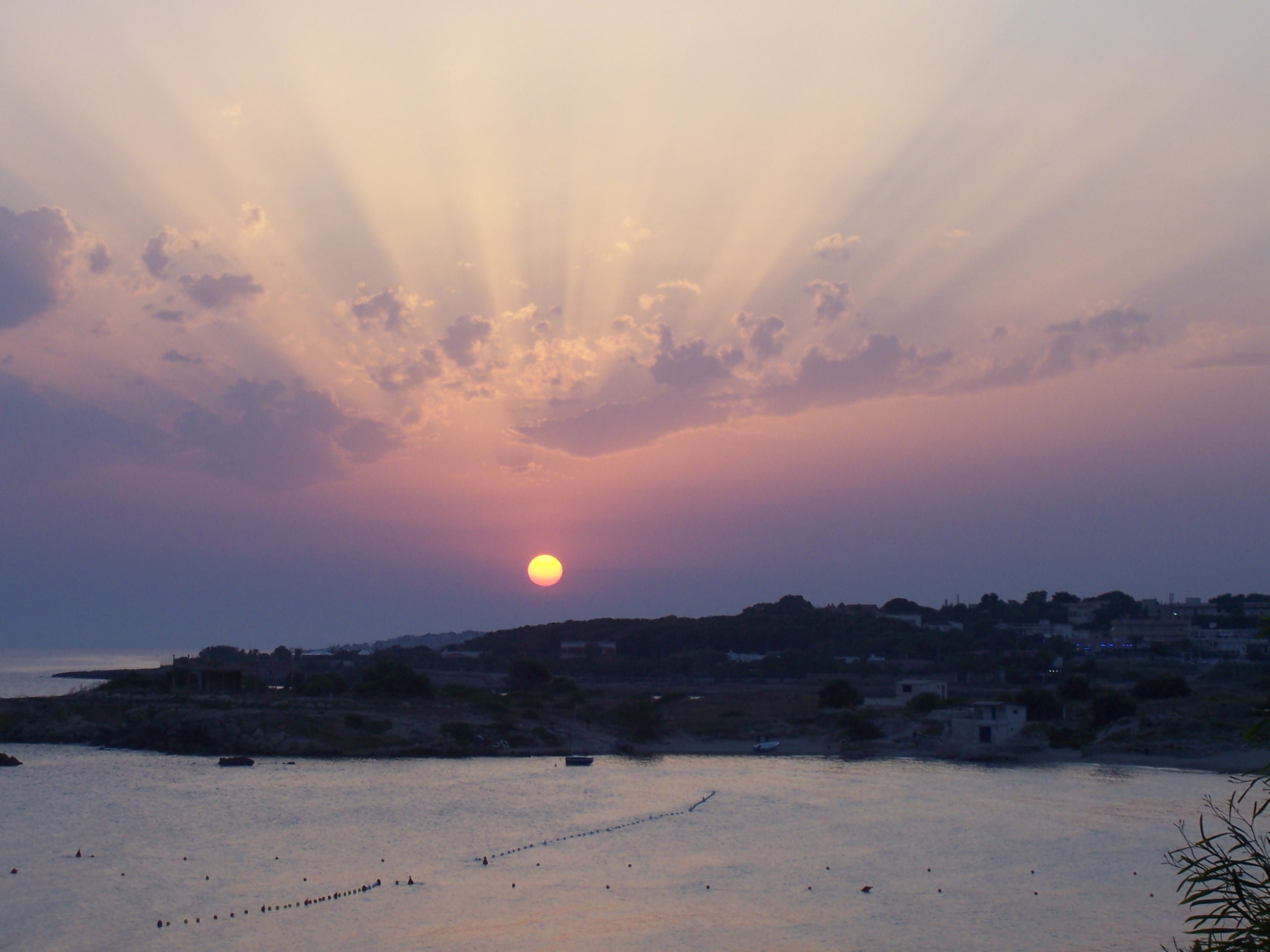
Tramonto a Montedarena
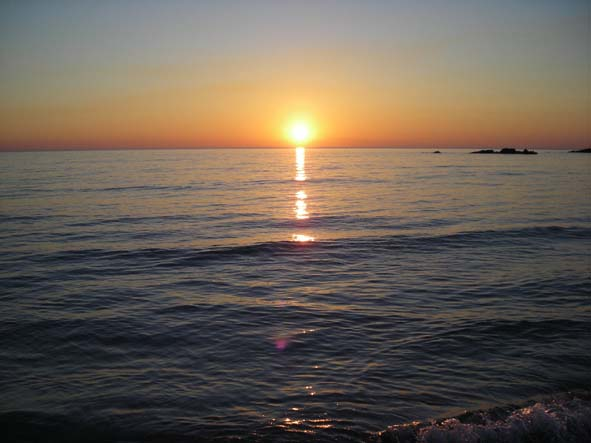
Tramonto al Lido Silvana
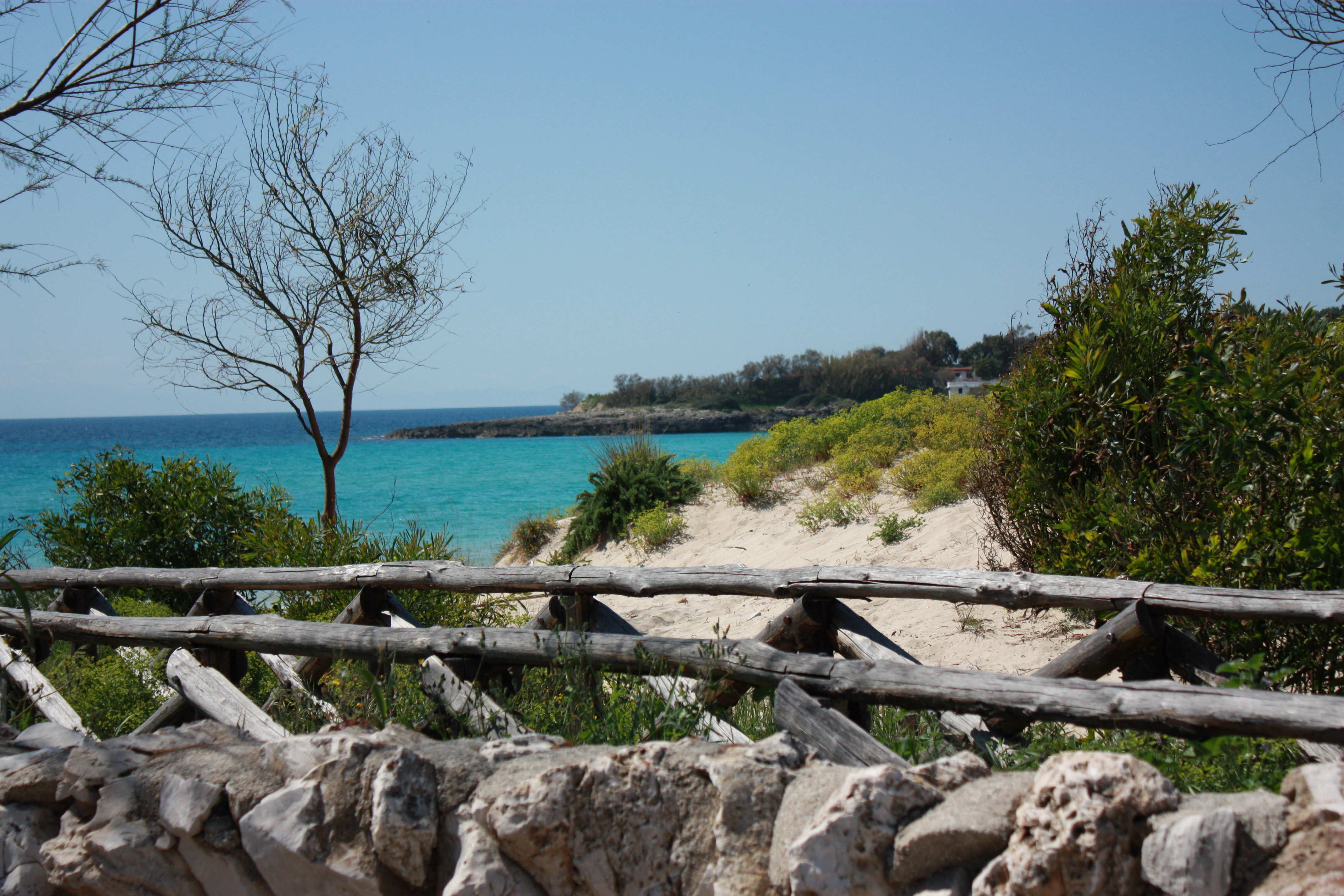
Spiaggia delle Canne